# Juraj Piroska
Juraj Piroska (n. 27 februarie 1987, Bratislava, Cehoslovacia) este un jucător de fotbal slovac care joacă pentru FC Petržalka[*], în 2. slovenská futbalová liga[*].

## Carieră
Piroska și-a început cariera la Slovan Bratislava la vârsta de 6 ani. În 2004 s-a transferat în Germania, la juniorii lui Freiburg. A petrecut acolo un an și jumătate, apoi s-a întors în Slovacia pentru a semna cu AS Trencin. 
În 16 februarie 2009, a semnat cu Sparta Praga un contract valabil pe trei ani. A jucat acolo doar 16 minute, apoi s-a transferat la Senica. Transferul la Senica a fost apogeul carierei, reușind să înscrie 42 de goluri în 139 meciuri.
Are 3 selecții la naționala Slovaciei, reușind să înscrie un gol.